# Un héroe débil
Un héroe débil (en hangul, 약한영웅 Class 1) es una serie de televisión surcoreana escrita y dirigida por Yoo Soo-min con Kim Jin-seok y Park Dan-hee, protagonizada por Park Ji-hoon, Choi Hyun-wook y Hong Kyung . Se basa en el webtoon de Naver Weak Hero de Seopass y Kim Jin-seok (Razen), que se publicó en 2018. Los primeros tres episodios se estrenaron en el 27.º Festival Internacional de Cine de Busan, que se celebró del 5 al 14 de octubre de 2022. La primera temporada se estrenó en Wavve el 18 de noviembre de 2022. Desde el 25 de marzo de 2025 también está disponible en Netflix, donde se estrenó también la segunda temporada el 25 de abril del mismo año.

## Sinopsis
Yeon Si-eun está entre el 1 % de los mejores estudiantes de su clase y no está interesado en nada más que estudiar. Aunque es físicamente débil, no se acobarda ante los agresores de su clase liderados por Jeon Yeong-bin. Utilizando sus habilidades, su conocimiento de la física y los objetos que lo rodean para tomar decisiones rápidas, y se protege así de los crecientes actos de violencia que sufre. Pero cuando se encuentra en grave peligro, recibe ayuda de Ahn Su-ho, el luchador más fuerte de su clase, y Oh Beom-seok, el atormentado hijo de un diputado. Los tres se hacen amigos mientras intentan sobrevivir a una vida de escuela secundaria llena de violencia, y aprenden lo que realmente significa ser fuerte.

## Reparto

### Principal
- Park Ji-hoon como Yeon Si-eun, un estudiante modelo, que está dentro del 1 % superior de su clase, y un chico que se mantiene al margen de los compañeros porque solo está interesado en sus estudios. Es débil físicamente, por lo que se protege con sus rápidas habilidades analíticas, su conocimiento de la física y su conciencia del entorno. Tiene una cara bonita pero una expresión somnolienta. Es meticuloso y generalmente tranquilo, pero directo y sin pelos en la lengua cuando tiene que decir algo, lo que puede irritar a algunos. Cuando el acosador principal de su clase lo ataca por celos, él no se rinde y se ve envuelto en una red de violencia cada vez mayor. Recibe la ayuda inesperada de Su-ho y Beom-seok, quienes se convierten en sus aliados y mejores amigos.[3][4]
  - Jang Jae-ha como Yeon Si-eun de niño

- Choi Hyun-wook como Ahn Su-ho, un espíritu libre que es el luchador más fuerte de su clase. A él no le importa mucho la escuela ni piensa seguir estudiando en la universidad, y si va todos los días es por una promesa que le hizo a su abuela de que se graduaría sin faltar nunca a clase. Trabaja como repartidor, y ayuda en el restaurante de su familia por la noche, por lo que siempre está durmiendo en el aula. En el pasado se estuvo entrenando para convertirse en un luchador de MMA. Es leal y amable, pero tiene un temperamento rápido y a menudo usa su fuerza y sus habilidades de lucha para resolver desacuerdos. Después de que Beom-seok lo convence para que ayude a Si-eun, los tres chicos se hacen buenos amigos (temporada 1).[3][4]

- Hong Kyung como Oh Beom-seok, un chico débil y tímido que desea hacerse fuerte como la gente que lo rodea. Sufrió el acoso implacable de algunos compañeros de su antigua escuela, lo que lo obligó a transferirse. Es el hijo adoptivo de un rico parlamentario, pero su vida familiar es tumultuosa debido al abuso físico y emocional de su padre. Yeong-bin lo intimida para que lo ayude a acosar a Si-eun, pero más tarde quiere ayudarle, le pide perdón y convence a Su-ho para que lo acompañe. Aunque los tres se convierten en amigos y aliados, el complejo de inferioridad de Beom-seok amenaza con separarlos (temporada 1)[5][3][4]

### Secundario

#### Temporada 1
- Lee Yeon como Yeong-i, una valerosa fugitiva que acabó perteneciendo a una peligrosa banda de delincuentes. Es atrevida y desenvuelta con los hombres, a veces incluso bromea sobre salir con Si-eun. Después de que su pandilla se disuelve, se queda con Su-ho por un tiempo y comienza a trabajar a tiempo parcial en un restaurante. A medida que se vuelve más amiga de Si-eun y Su-ho, se convierte en el blanco de las emociones en espiral de Beom-seok.[6][7]

- Shin Seung-ho como Jeon Seok-dae, el cabecilla de un grupo de delincuentes, que se enfrenta a Si-eun y sus amigos cuando su primo Yeong-bin le pide ayuda para vengarse de aquel. Parece indiferente, pero en realidad se preocupa profundamente por sus amigos, especialmente por Yeong-i y el miembro más joven de la pandilla, Sung-chan.[6]

- Kim Su-gyeom como Jeon Yeong-bin, un matón sádico que ataca a Si-eun después de quedar por detrás de él en unas olimpiadas matemáticas. Cuando Si-eun parece no inmutarse ante sus continuas amenazas, recurre a métodos de intimidación cada vez más imprudentes y peligrosos. Después de perder su primera pelea contra Si-eun, invoca la ayuda de su primo Seok-dae,  y desencadena un efecto dominó de violencia creciente.[8]

- Cha Woo-min como Kang Woo-young, un joven luchador de MMA que guarda rencor contra Su-ho después de perder un combate contra él en la escuela secundaria.[9]

- Na Cheol como Kim Gil-soo, el despiadado jefe de una banda criminal que exige dinero a adolescentes y extorsiona a sus familiares a través de una aplicación de apuestas manipulada.[9]

- Gong Hyun-joo como la madre de Si-eun, una profesora de matemáticas que emite sus clases en línea y que rara vez pasa tiempo con su hijo debido a su apretada agenda. Si-eun a menudo se queda dormido mientras la ve por el ordenador.[10]

- Kim Sung Kyun como Gyu-jin, padre de Si-eun y entrenador nacional de judo. Al igual que la madre de Si-eun, apenas pasa tiempo con su hijo debido a su trabajo y sus constantes viajes de trabajo, y no sabe lo que hace su hijo.[9]

- Jo Han-chul como Oh Jin-won,  el padre adoptivo de Beom-seok. Un diputado rico pero cruel y orgulloso.[9]
- Yeon Jeong-hoon como Lee Jeong-chan, uno de los secuaces de Yeong-bin.[9]
- Hwang Seong-bin como Han Tae-hoon, uno de los secuaces de Yeong-bin.[9]
- Yeon Ji-young como la profesora de la clase de Si-eun y sus amigos.
- Shin Jun-chul como profesor de literatura coreana.
- Kim Hyun como director de la escuela secundaria Byeoksan.
- Oh Dong-min como el asistente Park, ayudante de Oh Jin-won.
- Jo Young-geun como la secretaria de Oh Jin-won.
- Lee Jae-hak como miembro de una pandilla.
- Gong Jun-ho como un estudiante que se enfrenta a Kim Gil-soo.

#### Temporada 2
- Ryeoun como Baku/Park Hu-min, un estudiante fuerte y con sentido de la justicia, que mantiene el orden en la escuela Eunjang.[11][12]
  - Jung Hyun-joon como Hu-min de niño.[13]
- Choi Min-young como Seo Jun-tae, estudiante de la clase de Si-eun.[11]
- Lee Min-jae como Gotak o Go Hyeon-tak, estudiante de la clase de Si-eun, y amigo y compañero de equipo de baloncesto de Hu-min.[11][14]
- Yoo Su-bin como Choi Hyo-man, un matón de la escuela Eunjang que hace todo lo posible por entrar en la Unión.[11]
- Bae Na-ra como Na Baek-jin, el jefe de la Unión, banda de estudiantes de las escuelas de la zona que hace dinero robando y reciclando móviles y motos. Intenta por todos los medios que también Hu-min y la escuela Eunjang entren en la Unión.[11]
- Lee Jun-young como Geum Seong-jae, un miembro de la Unión.[11][15]
- Yoon Jong-bin como Do Seong-mok, un miembro de la Unión.
- Lee Myeong-ro como Baek Dong-ha, un miembro de la Unión.

### Apariciones especiales

#### Temporada 1
- Cha Sung-je como Sung-chan, un niño al que Jeon Seok-dae ve como su hermano pequeño.
- Jo Ah-young como amiga de Jeon Yeong-bin (ep. 1).
- Jang Dae-woong como Kim Won-seok (ep. 2-3).
- Kang Jun-young como oficial de policía (ep. 3).
- Kim Tae-joon como oficial de policía (ep. 4).
- Kim Hyun como director de la escuela (ep. 8).[16]
- Byun Jung-hee como la abuela de Ahn Su-ho (ep.8).
- Yoo Su-bin como Choi Hyo-man, el líder de la clase 3 de primer año en la escuela secundaria Eun-jang, que empieza a acosar a un Si-eun recién llegado (ep. 8).[17]

#### Temporada 2
- Jo Jung-suk como Choi Chang-hee, un gánster de renombre que gestiona una bolera y se dedica al robo y venta de motocicletas. Es el jefe de Baek-jin, quien le pide ayuda para blanquear el dinero ganado.[18][15]
- Jeon Bae-soo como Park Jin Chul, el padre de Hu-min, dueño de un restaurante de pollo frito.[19]

## Episodios

### Primera temporada
| N.º | Título       | Fecha de emisión original |
| --- | ------------ | ------------------------- |
| 1 | «Episodio 1» | 18 de noviembre de 2022   |
| Yeon Si-eun está completamente concentrado en sus estudios, mostrando poco interés por nada ni nadie fuera de ellos. Cuando el abusador de la clase, Jeon Yeong-bin, intenta molestarlo, Si-eun se mantiene firme. Cuando sus amenazas caen en saco roto, Yeong-bin hace todo lo posible por contrarrestar la actitud indiferente de Si-eun. |              |                           |
| 2 | «Episodio 2» | 18 de noviembre de 2022   |
| Tras vencer a Yeong-bin en una pelea, Si-eun se gana una reputación temible en su clase. Pero esto no basta para disuadir a un Yeong-bin cada vez más furioso de planear su próximo ataque. Oh Beom-seok, arrepentido de haber contribuido al acoso de Yeong-bin contra Si-eun, se arma de valor para asumir la responsabilidad de sus actos y ayudar a Si-eun. |              |                           |
| 3 | «Episodio 3» | 18 de noviembre de 2022   |
| Cuando Gil-soo ve a los miembros de su pandilla que han sufrido una paliza a manos de Su-ho, se enfurece y exige reunirse con los culpables. Así, Yeong-bin engaña a Si-eun, Beom-seok y Su-ho y los lleva ante Gil-soo. Gil-soo le rompe el brazo a Jeon Seok-dae y extorsiona al trío, exigiéndoles un pago de quince millones de wones en tres días como compensación por las lesiones, o los matará a ellos y a sus familias. Si-eun le pide consejo a Yeong-i, quien se ha fugado, y con la información que recoge, idea un plan contra Gil-soo. |              |                           |
| 4 | «Episodio 4» | 18 de noviembre de 2022   |
| El plan de Si-eun contra Gil-soo fracasa, y encuentra la sangre de Su-ho en el suelo de la casa de la pandilla. Llama a Yeong-i para pedir ayuda, y ella se dirige al parque de atracciones abandonado donde está Gil-soo con Seok-dae, mientras Si-eun los sigue con una aplicación de rastreo GPS. Mientras tanto, Su-ho y Beom-seok son prisioneros de la pandilla de Gil-soo. |              |                           |
| 5 | «Episodio 5» | 18 de noviembre de 2022   |
| Mientras pasa el rato en un karaoke con sus amigos, Beom-seok se encuentra con los abusadores de su antigua escuela. Su-ho les pide disculpas, pero Beom-seok lo considera una muestra de lástima y no le gusta que Su-ho le dé órdenes; Beom-seok piensa que Su-ho lo menosprecia. Si-eun se preocupa por Beom-seok cuando se vuelve cada vez más retraído y parece volverse inestable. |              |                           |
| 6 | «Episodio 6» | 18 de noviembre de 2022   |
| Beom-seok se hace amigo de Jeong-chan y Tae-hoon, empieza a ir a bares con ellos y se convierte en un abusador. Si-eun cree que Jeong-chan y Tae-hoon lo usan porque es rico y que Beom-seok solo se comporta así porque se siente solo e inseguro. Quiere ayudarlo, pero Su-ho cree que ya ha hecho suficiente. La tensión entre Beom-seok y Su-ho crece hasta que Beom-seok le paga al luchador de la UFC Woo-young para que le dé una paliza a Su-ho en su cumpleaños. |              |                           |
| 7 | «Episodio 7» | 18 de noviembre de 2022   |
| Si-eun y Yeong-i planean la fiesta de cumpleaños de Su-ho cuando Yeong-i recibe un mensaje de Beom-seok, quien dice que necesita su ayuda para disculparse con Su-ho. Sin embargo, la llamada es una treta de Beom-seok para atraer a Su-ho, al que le envía una foto de Yeong-i secuestrada. Cuando Si-eun la ve, va a rescatar a Yeong-i sin decirlo a Su-ho, pero resulta gravemente herido aunque logra escapar con Yeong-i. Cuando Su-ho finalmente se entera, se enfrenta a Beom-seok y sus amigos pandilleros, quienes luego pagan a Woo-young de nuevo para que golpee a Su-ho; en la pelea, Woo-young vence aprovechando la ayuda de uno de aquellos, y Su-ho es derribado, golpeado repetidamente por todos (incluido Beom-seok), y queda en coma. |              |                           |
| 8 | «Episodio 8» | 18 de noviembre de 2022   |
| Si-eun y Yeong-i se ponen nerviosos al no poder contactar con Su-ho durante mucho tiempo. En medio de sus exámenes finales, Si-eun se entera de la impactante noticia y decide vengarse de Yeong-bin, Woo-young, Beom-seok y sus amigos. Mientras tanto, el padre de Beom-seok intenta encubrir el incidente enviándolo al extranjero. La serie termina con Si-eun que es transferido a otra escuela y sufre el acoso de otro estudiante. |              |                           |

### Segunda temporada
| N.º | Título       | Fecha de emisión original |
| --- | ------------ | ------------------------- |
| 1 | «Episodio 1» | 25 de abril de 2025       |
| Si-eun tiene dificultades para dormir. Visita a Su-ho de vez en cuando y se va a dormir a la escuela. Jun-tae le roba el teléfono para impresionar a Hyo-man, y Si-eun lo llama cobarde. Visita a Su-ho de nuevo y le explica todo lo que ha estado pasando. Jun-tae les devuelve todos los teléfonos que él y sus amigos robaron, incluyendo el de Si-eun, pero Hyo-man empieza a golpearlo cuando se entera. Si-eun detiene la pelea, diciéndole a Hyo-man que no se pase de la raya. |              |                           |
| 2 | «Episodio 2» | 25 de abril de 2025       |
| Hyo-man comienza a golpear y patear repetidamente a Si-eun, pero Si-eun se levanta siempre. Gotak se entera de lo que está pasando y detiene la pelea, intimidando a Hyo-man. Gotak luego se entera de los rumores de por qué Si-eun tuvo que transferirse a la preparatoria Eunjang, pero aparentemente no lo cree. Hyo-man planea instigar una pelea entre Si-eun y Gotak. Le dice a Si-eun que Gotak quiere pelear con él, destruye la habitación sede del equipo de baloncesto y encierra a Jun-tae allí mismo, en un armario. Si-eun libera a Jun-tae, luego Hyo-man le dice a Gotak que Si-eun quiere hablar con él en el club. Cuando Si-eun sale, Gotak entra y ve que ha sido destruido. Él y Si-eun luego pelean, luego después, la pandilla de Hyo-man salta sobre Gotak mientras Hyo-man ataca a Si-eun con un bate. Alguien entonces detiene la pelea. |              |                           |
| 3 | «Episodio 3» | 25 de abril de 2025       |
| Baku salva a Gotak, Si-eun y Jun-tae, derrotando a Hyo-man y su pandilla. Gotak se disculpa con Si-eun. Al día siguiente, Si-eun, Gotak, Jun-tae y Baku reciben la orden de realizar servicio comunitario, a pesar de no haber iniciado la pelea. Si-eun es atacado en el baño por Seong-je, quien luego tiene un enfrentamiento con Baku. Baku se entera de la pelea entre Si-eun y Seong-je y corre inmediatamente a ver cómo está Si-eun. Na Baek-jin, al igual que Si-eun, usa su ingenio para ganar una pelea contra Hyo-man y su pandilla. Si-eun visita a Su-ho y se enfrenta a Seong-je en el hospital, quien comienza a amenazarlo. |              |                           |
| 4 | «Episodio 4» | 25 de abril de 2025       |
| Seong-je lleva a Si-eun al escondite de la Unión, donde este último tiene una reunión con Baek-jin. Si-eun le advierte a Baek-jin que no vaya ni envíe a nadie al hospital de Su-ho. Luego le dice a Baek-jin cómo resolver un problema de matemáticas con el que este último estaba teniendo dificultades. Seong-je amenaza una vez más a Si-eun al irse. Baek-jin envía a algunos matones al restaurante del padre de Baku con identificaciones falsas, lo que enfurece a este. Uno de los matones le da a Baku un mensaje de Baek-jin, justo antes de que este último llame a Baku. Si-eun les dice a Gotak, Jun-tae y Baku que se encontró con Baek-jin, luego les dice al grupo que lo dejen en paz. Luego es atrapado por algunos chicos de la Unión, pero recuerdan que Baek-jin les ordenó que lo dejaran en paz. Esos mismos chicos ven a Gotak y Jun-tae caminando solos y llaman a Seong-je. Este último los confronta, y Gotak le dice a Jun-tae que huya. Los chicos de la Unión atrapan a Jun-tae mientras habla por teléfono con Si-eun, lo que obliga a este a regresar corriendo. Seong-je y los chicos de la Unión llevan a Jun-tae y Gotak a una azotea mientras Baku se reúne con Baek-jin. Baek-jin le cuenta el plan a Baku, y este regresa corriendo con Gotak y Jun-tae tras haber golpeado a un grupo de chicos de la Unión. Seong-je vence a Gotak, y entonces llega Si-eun. Tras una brutal paliza, Si-eun derrota a Seong-je, dejándose inconsciente en el proceso. Baku finalmente llega mientras Si-eun empieza a hablar con Su-ho mentalmente. |              |                           |
| 5 | «Episodio 5» | 25 de abril de 2025       |
| Baku se siente culpable por Gotak, Jun-Tae y Si-Eun, pues cree que él es la razón por la que resultaron heridos. Si-Eun intenta decirle a Baku que no siga el ciclo de violencia y que, en cambio, lo rompa. Mientras la pandilla se relaja en el patio de recreo, Baku es llamado de nuevo a la comisaría porque la pandilla de Baek-Jin incriminó a su padre por aceptar estudiantes menores de edad. Finalmente, Baku es acorralado, a menos que acepte la oferta de la Unión, y termina aceptándola. Mientras tanto, Si-Eun, tras una pelea con su angustiada madre, decide estudiar en el extranjero el resto de la secundaria. Mientras Si-Eun espera su vuelo en el aeropuerto, Jun-Tae lo llama para hacerle saber que lo que le pasó a su amigo no fue su culpa. Con eso, Si-Eun decide quedarse en Corea con sus amigos. |              |                           |
| 6 | «Episodio 6» | 25 de abril de 2025       |
| Si-eun, Jun-tae y Gotak buscan a Baku, quien ha decidido colaborar con Baek-jin para mantener la paz, aunque a Baku le cuesta aceptarlo. Hyo-man revela que Daesung Bikes está involucrado en el robo de bicicletas, vendiéndolas sin registrar y luego robándolas de nuevo con llaves de repuesto. Mientras Si-eun confronta a Baek-jin y le pide que deje en paz a Baku, Go-tak y Jun-tae irrumpen en Daesung Bikes, encuentran una lista de vehículos ilegales y se la llevan. Baek-jin luego le muestra esta grabación a Si-eun y le advierte que sus hombres se dirigen allí para atacarlos. Si-eun corre a ayudar, pero a mitad de camino, recibe una llamada del hospital de Ahn Su-ho diciendo que Su-ho está en estado crítico. Conmocionado, se queda paralizado en la calle cuando un vehículo se acerca y es atropellado. |              |                           |
| 7 | «Episodio 7» | 25 de abril de 2025       |
| Baku deja de trabajar para Baek-jin y se apresura a salvar a Go-tak y Jun-tae, luchando contra los atacantes y casi perdiendo el control antes de que Jun-tae reciba una llamada sobre el accidente de Si-eun. Corren al hospital y quedan devastados al ver a Si-eun inconsciente; después de que lo trasladan a una habitación, su madre angustiada los rechaza. Jun-tae intenta llevar la lista de bicicletas ilegales a la policía, pero es rechazada por falta de pruebas, y más tarde es atrapado y golpeado por la pandilla de Baek-jin, negándose a traicionar a sus amigos incluso entonces. Seong-je lo salva de más daño y llama a Baku para que lo recoja. El padre de Baku, al ver la lucha de su hijo, le devuelve el dinero que una vez le dio y le dice que no se preocupe, lo que provocó que Baku rompiera a llorar por el estado de Si-eun. Al día siguiente, Baku acude a la escuela de Baek-jin con un megáfono y desafía públicamente al sindicato, declarando que si la preparatoria Eunjang gana, deben disolverse. Mientras espera fuera de la habitación de Si-eun, su madre se disculpa e invita a Baku a pasar. Mientras tanto, Si-eun, aún inconsciente, sueña con Oh Beom-seok y le advierte que todo solo traerá dolor, pero despierta y llama a Su-ho. Si-eun se tranquiliza al saber que Su-ho está bien. Jun-tae llora al saber que Si-eun está bien, y Si-eun pregunta por Baek-jin. |              |                           |
| 8 | «Episodio 8» | 25 de abril de 2025       |
| Si-eun comienza a planear la pelea estratégicamente, usando tácticas de divide y vencerás y exponiendo las finanzas secretas del sindicato con la ayuda de Seong-je. El día de la pelea, Seong-je llama a Si-eun alegando tener más pruebas, pero lo traiciona y casi lo incapacita. Con la ayuda de Jun-tae, Si-eun regresa al campo de batalla, donde se desató una feroz pelea entre la Preparatoria Eunjang y el sindicato. Baku casi derrota a Baek-jin, pero este contraataca y lo derriba. Justo cuando Baek-jin declara la victoria, Si-eun reaparece y se produce un brutal enfrentamiento. Tras la derrota de Si-eun, Baku se alza y finalmente derrota a Baek-jin. Baek-jin desaparece, y poco después, Su-ho despierta y se reúne con Si-eun. En la escena poscréditos, el director ejecutivo de la bolera se acerca a Seong-je como reemplazo de Baek-jin, y se ve a Baku y la pandilla llorando en el funeral de Baek-jin. |              |                           |

## Producción

### Desarrollo
En mayo de 2021 Jaedam Media anunció que habían llegado a un acuerdo con Playlist para coproducir una adaptación dramática del popular webtoon de Naver Weak Hero. Más tarde se confirmó que Shortcake, el estudio cofundado por el director y guionista Han Jun-hee (director de fotografía de Netflix), también produciría el drama. Yu Su-min, quien recientemente había ganado el premio a la Mejor Película en el Festival de Cortometrajes Mise-en-scène, dirigiría y escribiría la serie mientras que Han actuaría como director creativo. El director de artes marciales Heo Myeong-haeng (Vincenzo) dirigiría las escenas de acción, y Ahn Ji-Hye (El juego del calamar) actuaría como director artístico. La banda sonora original sería producida por Primary.
Para crear la apariencia fría y sombría por la que es conocido el personaje principal, Park Ji-hoon reveló que se inspiró en la actuación de Won Bin en The Man from Nowhere (2010), así como en la de Kwon Sang-woo en Once Upon a Time in High School (2004). El clímax al final del episodio 8 es un homenaje directo a la escena final del segundo. Park también perdió algunos kilos de músculo para lograr la apariencia débil de Si-eun. Los miembros del reparto asistieron a la escuela de acción juntos durante varios meses para poder filmar de forma segura las intensas secuencias de acción.

### Reparto

#### Temporada 1
En una entrevista a la prensa el 30 de noviembre de 2022, el director Han Jun-hee profundizó en el proceso de selección de actores de Weak Hero: Class One. Han había declarado previamente que querían «invitar a actores que tengan gran energía y puedan liderar la próxima generación de series y películas coreanas». Dijo que Park Ji-hoon, Choi Hyun-wook, Hong Kyung, Shin Seung-ho y Lee Yeon son actores nuevos que han estado trabajando mucho tiempo en películas, series y en escenarios. Creía que Weak Hero era una oportunidad para presentar estos actores a un público más amplio y que podría servir como punto de partida para destacar en muchos trabajos en el futuro. Sobre la elección de Park Ji-hoon como protagonista, Han reveló que el actor ídolo fue sugerido originalmente por el CEO y cofundador de Shotcake, Lee Myung-jin. Lee quedó asombrado con la actuación de Park en At a Distance, Spring Is Green (2021) y Han también la encontró sorprendente cuando la vio. Después de revisar más trabajos y entrevistas de Park, se convenció de que podía mostrar varias caras y quiso ver si una podía ser la de un estudiante en sus últimos años de adolescencia. Él creía que el director Yu sintió algo similar cuando le hicieron la sugerencia. Han veía a Park como «el único actor de veintitantos años que podía crear semejante atmósfera» y elogió su gran actitud y consideración hacia el personal en el set. Sobre la elección de Choi Hyun-wook, Han dijo que lo vio por primera vez en Taxi Driver (2021) y sintió curiosidad por él, pero fue su aparición en Racket Boys (2021) la que lo llevó a llamarle de inmediato, porque creía que Choi se convertiría en un actor difícil de conseguir. En general, afirmó Han, fue intuición y le pareció afortunado que este reparto pudiera realizar la serie.

#### Temporada 2
Park Ji Hoon regresó para su papel principal en la segunda temporada, ambientada en una nueva escuela, donde le acompañan como coprotagonistas Ryeoun, Choi Min-young, Yoo Su-bin, Bae Na-ra, Lee Jae-min y Lee Jun-young.

### Promoción
El 22 de septiembre de 2022 se lanzó el video tráiler oficial de Weak Hero Class 1 en el sitio web oficial del Festival Internacional de Cine de Busan, el canal de YouTube y el canal de YouTube Wave, mientras que un segundo tráiler y el cartel se lanzaron el 7 de noviembre. Como patrocinador oficial del 27.º Festival Internacional de Cine de Busan, Wavve instaló varios puestos de marca, incluida una zona de fotografía para Weak Hero Class 1 en la playa de Haeundae. El primer día del 27.º BIFF el director Yoo Soo-min, el director creativo Han Jun-hee y los actores Park Ji-hoon, Choi Hyun-wook, Hong Kyung, Shin Seung-ho y Lee Yeon asistieron a una charla abierta al público del festival celebrada en el Busan Cinema Center en el distrito de Haeundae.
La conferencia de prensa y presentación de producción del drama se llevó a cabo el 16 de noviembre de 2022 en el centro comercial CGV Yongsan I-Park en Seúl.
Wavve aprovechó la ocasión del estreno de su serie original Weak Hero Class 1 para efectuar una agresiva campaña de suscripciones con importantes descuentos. Wavve vendió abonos anuales con un 41 % de descuento en los trece días sucesivos a la fecha de su lanzamiento. Esta fue la primera vez que se ofrecía un pase de doce meses para todos los productos premium, estándar y básicos a un precio con descuento.
El 15 de diciembre de 2022 Prime Kingz, un equipo de baile de clase mundial, lanzó un video coreográfico para la segunda canción principal, «Brass Knuckle».
El 22 de abril de 2025 se presentó la segunda temporada en el Naru Ballroom, Seoul M Gallery Hotel Naru en Mapo-daero, Mapo-gu, Seúl. Asistieron Park Ji-hoon, Ryeoun, Lee Jun-young, Choi Min-young, Yoo Soo-bin, Bae Na-ra, Lee Min-jae, el director de planificación Han Jun-hee y el director Yoo Soo-min.

## Estreno
En febrero de 2022 Wavve presentó su lista de treinta programas para el año, incluido Un héroe débil, cuyo lanzamiento estaba previsto para la segunda mitad de 2022.
La serie se estrenó en el 27.º Festival Internacional de Cine de Busan en la On Screen Section el 7 de octubre de 2022, donde se proyectaron tres de sus ocho episodios, mientras que la serie completa se estrenó en noviembre. Las entradas para el estreno mundial el 7 de octubre se agotaron en dos minutos.
Se estrenó en la plataforma Wavve a las 11:00 (hora local coreana) del 18 de noviembre de 2022, con una clasificación de audiencia para mayores de 18 años. Se emitió simultáneamente en Viki Estados Unidos, iQIYI Estados Unidos y Taiwán, Kocowa Estados Unidos, Amazon Prime, Comcast, Google TV y The Roku Channel. En diciembre de 2022, Viki confirmó su emisión en Europa, Oceanía, Oriente Medio e India.
En diciembre de 2023 se confirmó el estreno de la segunda temporada en Netflix.

## Banda sonora original
A continuación, la lista oficial de canciones de la banda sonora original de Un héroe débil. Las canciones sin letristas ni compositores indicados corresponden a la banda sonora del drama; los artistas indicados son los propios compositores. El álbum consta de un total de cinco canciones, incluyendo los sencillos «Hero (Prod. by Primary)» de Meego y «Brass Knuckle» de Boi B.
| N.º   | Título                            | Letras   | Música  | Artista  | Duración |  |
| 1.    | «Hero (Prod. by Primary)»         | Meego    | Primary | Meego    | 3:56     |  |
| 2.    | «Brass Knuckle»                   | Boi. B   | h4rdy   | Boi. B   | 2:30     |  |
| 3.    | «Homesick (Prod. by Primary)»     | Benzamin | Primary | Benzamin | 4:38     |  |
| 4.    | «Self»                            | Meego    | 1of1    | Meego    | 3:22     |  |
| 5.    | «Again»                           | Han      | Han     | Han      | 2:28     |  |
| 6.    | «Hero (Prod. by Primary)» (Inst.) |          | Primary |          | 3:56     |  |
| 7.    | «Brass Knuckle» (Inst.)           |          | h4rdy   |          | 2:30     |  |
| 8.    | «Homesick» (Inst.)                |          | Primary |          | 4:38     |  |
| 9.    | «Self» (Inst.)                    |          | 1of1    |          | 3:22     |  |
| 10.   | «Again» (Inst.)                   |          | Han     |          | 2:28     |  |
| 33:50 |                                   |          |         |          |          |  |

## Recepción
Tras el éxito de la serie, equipo de producción y reparto artístico se fueron de vacaciones de cinco días a Nha Trang, Vietnam.

### Crítica
Tras la proyección del episodio 1 al 3 como serie invitada en el 27.º Festival Internacional de Cine de Busan, fue evaluada como un drama impecablemente bien realizado en su trama, dirección, actuación y música, y se consideraba una de las producciones más esperadas de la segunda mitad del año. En Letterboxd, 107 espectadores le otorgaron a la serie una puntuación media de 4,5 sobre 5 estrellas, y obtuvo 9,7 puntos en Viki.
Kim Seong-hyun, de YTN, lo considera «el trabajo más llamativo entre los numerosos contenidos de este año», elogiando la serie por su «equilibrio apropiado entre los personajes mostrados por los tres actores y los diferentes encantos que aportan a la densa historia y al desarrollo impredecible», con una acción de alta intensidad, que está «rebosante de una sensación de impacto y, sin embargo, en contacto con la realidad», y «la música de Primary llena de melodías líricas pero sensuales».
Sudarshana Ganguly, de The Telegraph, un diario indio en inglés, la nombró como el «mejor K-drama de 2022». Le otorgó una calificación de 4.5/5 estrellas y afirmó que «destaca por su impactante realismo. No muestra a un vengador redentor, sino personajes con defectos que a menudo quedan atrapados en el mismo ciclo que intentan romper». Continuó elogiando a Park Ji-hoon por su «actuación con matices, desde sus expresiones hasta la sutil expresión de sus emociones», y por el «carismático personaje de Choi Hyun-wook, que destaca por sí solo».
En un artículo para Forbes, Joan MacDonald opinó que la serie «ofrece muchas sorpresas y un interesante desarrollo de personajes. Intenso, de ritmo rápido y con buenas actuaciones, una mirada a lo devastador que puede ser el acoso escolar».
Kim Soo-hyun, de Chosun Ilbo, escribió en su artículo que los puntos interesantes de la serie son la historia realista de Si-eun, Soo-ho y Beom-seok, movimientos de acción frescos y originales nunca antes vistos, tres actores principales (Park Ji-hoon, Choi Hyun-wook y Hong Kyung) que se han consolidado como actores dignos de confianza entre las estrellas emergentes, y la notable dirección de ambos directores. Kim concluyó diciendo que Un héroe débil es «la mejor obra de la segunda mitad de 2022, con historia, dirección, actuación y acción».
Park Jin-young, de JoyNews24, escribió que la serie «realza el sentido de la realidad al contener las preocupaciones que todos han experimentado al menos una vez en su adolescencia, como el vínculo con los amigos, el sentido de pertenencia a algún lugar y el deseo de dar un paso adelante para un futuro mejor».
Gong Hee-jeong, un crítico de televisión, opinó que «aunque las escenas de acción son estimulantes y horrorosas, se destaca el punto que nos hace pensar en las faltas de los adultos más allá de la violencia infantil al capturar suficientemente la posición y los sentimientos internos de cada personaje». Según el crítico cultural Jung Deok-hyeon «en el momento en que piensas en qué tipo de conflicto habrá, se forma un nuevo sentido de inmersión a medida que surgen los problemas dentro de la relación de los chicos». Por último, varios medios coreanos apodaron al personaje de Choi Hyun-wook, Ahn Su-ho, como el «luchador de la lealtad».

### Audiencia
La popularidad de Un héroe débil se debió principalmente a la información boca a boca y a los comentarios positivos en redes sociales y comunidades. La serie resultó un éxito repentino, ocupando desde el primer día la primera posición entre las series de Wavve en suscriptores de pago, obteniendo una calificación de 9,9 en el extranjero a través de iQiyi, Kocowa y Viki, y cosechando excelentes críticas. Según datos recopilados por Good Data Corporation, se situó en primer lugar en la categoría de drama/serie OTT Topic durante cuatro semanas consecutivas. Según Wavve, fue la primera serie OTT en posicionarse entre las tres primeras en tiempo de visualización y se mantuvo entre las diez primeras en iQiyi Taiwán y Norteamérica. También ocupó el segundo lugar en la clasificación de la tercera semana de noviembre, del 19 al 25, publicada por el sitio de búsqueda integrado OTT Kinolights.

## Reconocimientos

### Premios y nominaciones
| Año  | Premios                                   | Categoría                            | Candidato      | Resultado | Ref.   |
| ---- | ----------------------------------------- | ------------------------------------ | -------------- | --------- | ------ |
| 2023 | Premios Asia Contents Awards & Global OTT | Mejor actor revelación               | Park Ji-hoon   | Nominado  | [ 54 ] |
| 2023 | Premios Asia Contents Awards & Global OTT | Mejor banda sonora original          | Un héroe débil | Ganadora  | [ 55 ] |
| 2023 | Premios Baeksang Arts                     | Mejor actor revelación de televisión | Hong Kyung     | Nominado  | [ 56 ] |
| 2023 | Premios Blue Dragon Series                | Mejor serie                          | Un héroe débil | Nominada  | [ 57 ] |
| 2023 | Premios Blue Dragon Series                | Mejor actor revelación               | Park Ji-hoon   | Ganador   | [ 58 ] |
| 2023 | Premios Blue Dragon Series                | Premio Whynot                        | Choi Hyun-wook | Ganador   | [ 59 ] |
| 2023 | Premios Korea Drama                       | Mejor actor revelación               | Park Ji-hoon   | Ganador   | [ 60 ] |

### Listas
| Publicación              | Lista                                                 | Clasificación | Ref.   |
| ------------------------ | ----------------------------------------------------- | ------------- | ------ |
| Cosmopolitan             | K-dramas favoritos de 2022                            | 6.ª           | [ 61 ] |
| Forbes                   | Los 20 mejores dramas coreanos de 2022                | Incluida      | [ 47 ] |
| Manila Bulletin          | Los 10 mejores dramas coreanos de 2022                | 10.ª          | [ 62 ] |
| South China Morning Post | Los 15 mejores K-dramas de 2022                       | 10.ª          | [ 63 ] |
| Teen Vogue               | Los 11 mejores K-dramas de 2022 para ver de inmediato | Incluida      | [ 64 ] |
| Teen Vogue               | Los 27 mejores K-dramas de todos los tiempos          | Incluida      | [ 65 ] |